# Aleksander Dzierżawski
Aleksander Stefan Dzierżawski (ur. 10 sierpnia 1890 w Mikulicach, zm. 9 maja 1944 w Warszawie) – polski ekonomista, dziennikarz, polityk i działacz społeczny, starosta turecki, poseł na Sejm I, II i III kadencji w II RP z ramienia Związku Ludowo-Narodowego oraz Stronnictwa Narodowego.

## Życiorys
Uczęszczał do Gimnazjum Klasycznego i Gimnazjum gen. Pawła Chrzanowskiego w Warszawie, z którego został wydalony za udział w strajku 1905 roku. Zdał maturę eksternistycznie w Nowogrodzie. Odbył studia rolnicze na Uniwersytecie we Wrocławiu oraz w 1918 roku zdał kurs dla urzędników wyższej administracji przy UW.
W niepodległej Polsce od 1918 był kolejno zastępcą komisarza ludowego, zastępcą starosty i od 1920 starostą powiatu tureckiego. Pełnił funkcje przewodniczącego Sejmiku i Wydziału Powiatowego oraz prezesa rady opiekuńczej gimnazjów męskich w Turku, straży ogniowej oraz oddziału PCK w Turku. Do stycznia 1924 był członkiem Głównej Komisji Rekwizycyjnej. W kwietniu 1924 został wybrany do Komisji dla rozpatrzenia wniosku o pociągnięcie do odpowiedzialności przed Trybunałem Stanu byłego ministra Kucharskiego. W październiku 1929 był jednym z wnioskodawców utworzenia nadzwyczajnej komisji sejmowej dla zbadania postępowania Ministerstwa Spraw Wojskowych i wojskowych organów sanitarnych przy przenoszeniu oficerów w stan spoczynku. Członek zarządu Związku Hallerczyków i władz lokalnych Związku Ludowo-Narodowego, a później Stronnictwa Narodowego. Pod koniec lat 30. działał w zarządzie Syndykatu Dziennikarzy Warszawskich. Publikował liczne artykuły o tematyce rolniczej i politycznej w „Głosie Kaliskim”, „Głosie Konińskim”, „Gońcu Warszawskim” i „Posiewie”. W 1936 roku napisał zbiór bajek politycznych zatytułowanych „Świnia i koryto”. Podczas II wojny światowej był prezesem zarządu III Okręgu Rady Głównej Opiekuńczej.

## Rodzina
Był synem Bolesława (1860-1907), ziemianina, lekarza, redaktora „Przeglądu Dentystycznego”, i Zofii z Czarnomskich Dzierżawskich. Jego dziadek ze strony ojca był uczestnikiem powstania listopadowego, służył w jeździe kaliskiej. Jego pierwszą żoną była poślubiona w 1914 roku Anna z domu Czarnomska, drugą żoną - Wanda z domu Chłopicka. Jego bratankiem był Janusz Dzierżawski, a stryjecznymi wnukami są Krzysztof Dzierżawski i Mariusz Dzierżawski.